# Asserson-Denkmal

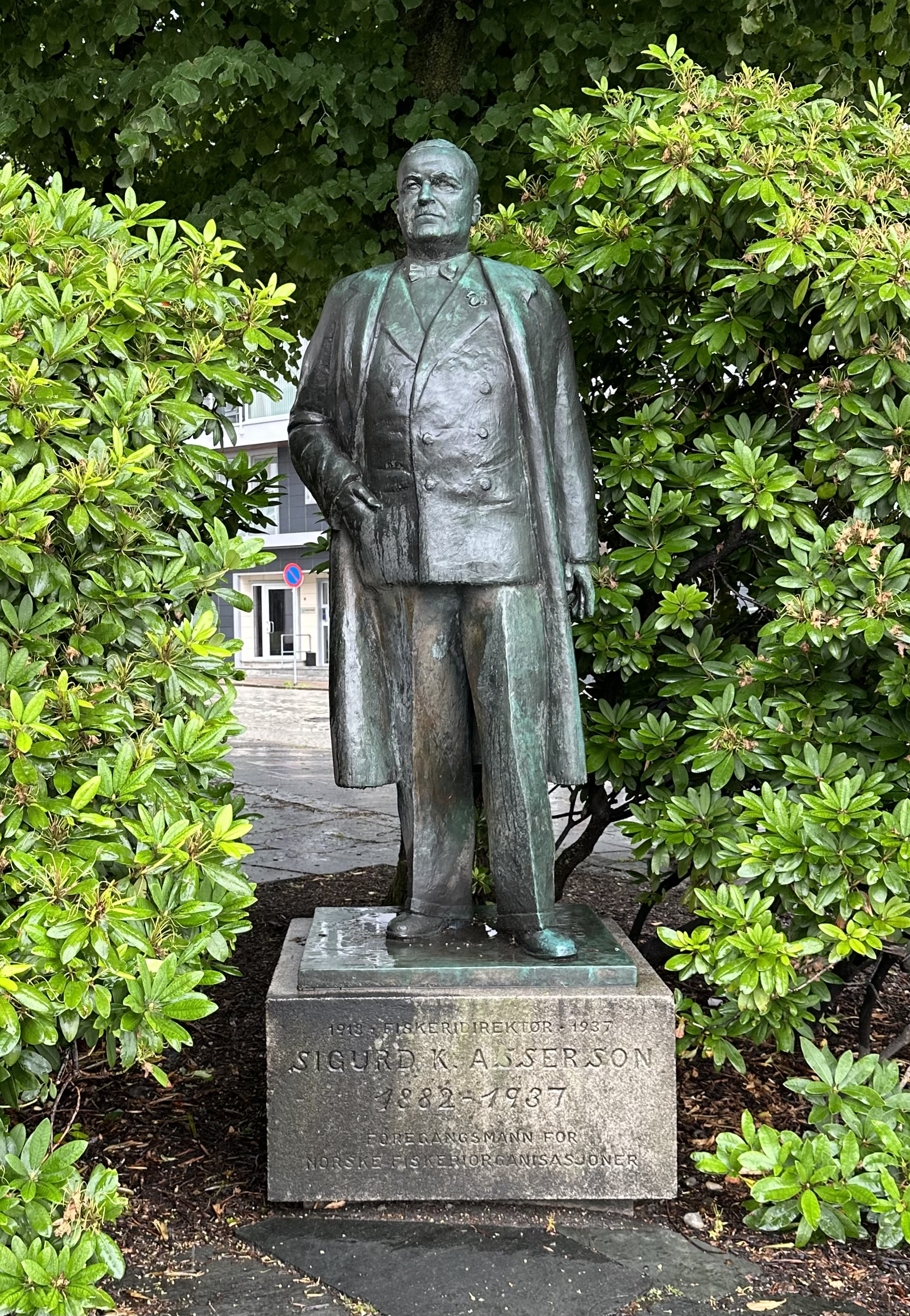
Denkmal für Sigurd Asserson

Das Asserson-Denkmal ist ein Denkmal für den Fischereidirektor Sigurd Asserson (1882–1937) in der norwegischen Stadt Bergen.
Das Denkmal befindet sich in der Bergener Innenstadt in einer kleinen Grünanlage an der Straße Bradbenken, am Ostufer des Hafens Vågen.
Geschaffen wurde das Denkmal im Jahr 1951 durch den Bildhauer Dyre Vaa. Es entstand eine auf einem Sockel stehende, Asserson darstellende Bronzestatue. Auf dem Sockel befindet sich auf Norwegisch die Inschrift:
Finanziert wurde das Denkmal von Fischern und der Fischereiindustrie. Zunächst war das Denkmal an der Kreuzung von Fosswinckels gate und Hermann Foss Gate aufgestellt worden, wurde jedoch 1987 an den heutigen Standort umgesetzt.